# 雙螺旋星雲
雙螺旋星雲是接近我們的銀河系中心的一個氣體星雲。他被認為是受到扭曲而產生了兩個螺旋的形狀，成為一般所認知的雙螺旋，如同脱氧核醣核酸（DNA）的形狀。
這個星雲是史匹哲太空望遠鏡發現的。目前認為能看見的段落長度約為80光年，距離銀河核心的超大質量黑洞約300光年，與地球的距離是25,000光年。
這個星雲被認為是有極端強大的引力場存在於銀河中心的證據，強度至少是太陽所在之处的1,000倍。果真如此，它可能是被駕馭著環繞著黑洞的氣體盤的一部分，除非它是一個真實的MECO（一種塌縮恆星競爭模型的名稱，有著磁層並且是不斷塌縮中的恆星），在傳統觀念上是不可能自己的引力場。
不要將與地球的距離只有650光年遠的螺旋星雲與雙螺旋星雲混淆不清。